# Pacta sunt servanda
Pacta sunt servanda (с латинского «договоры должны соблюдаться») — основополагающий принцип гражданского и международного права. Отражён также в авторитетных религиозных источниках.
Принцип позволяет обеспечить предсказуемость, которая, в конечном счёте, выгодна участникам договора, поскольку позволяет внятно планировать действия и тратить минимум сил на подстраховку.

## В гражданском праве
Согласно принципу между участниками гражданско-правовых отношений устанавливается базовая договоренность о соблюдении заключённых соглашений.

## В международном праве
В международном праве принцип был закреплен в Уставе ООН, Венской конвенции о праве международных договоров и известен как Принцип добросовестного выполнения обязательств по международному праву.